# Persecución nazi de personas con discapacidad
La persecución nazi de personas con discapacidad fue una campaña sistemática de esterilización forzada, eutanasia involuntaria y asesinato en masa impulsada por el régimen de Hitler contra personas consideradas “vidas indignas de ser vividas” (Lebensunwertes Leben). Entre 1933 y 1945, decenas de miles de personas, desde bebés hasta ancianos, fueron asesinadas. En el caso de los niños, se asesinaba a aquellos que sufrían de malformaciones físicas, deficiencias mentales, o aquellos con discapacidades menores como autismo, dificultades del habla.

## Ideología y leyes
La eugenesia, inspirada en principios de darwinismo social, era un pilar central del Tercer Reich. La discapacidad era vista como una "mancha genética" que debía ser erradicada para preservar la "salud racial". En 1933, se promulgó la Ley para la Prevención de la Descendencia con Enfermedades Hereditarias, que autorizó la esterilización forzada de personas con:
- Síndrome de Down
- Ceguera o Sordera hereditaria
- Autismo
- Malformaciones congénitas, como microcefalia o macrocefalia
- Deficiencias cognitivas
- Trastornos neurológicos
- Deficiencias motoras y dificultades en la locomoción

Más de 400.000 personas fueron esterilizadas sin su consentimiento, muchas de las cuales nunca supieron por qué les sucedía esto, debido a la falta de transparencia de las autoridades.

## El programa Aktion T4
En 1939, Adolf Hitler firmó una orden secreta que puso en marcha el programa Aktion T4, cuyo objetivo era la eliminación de adultos discapacitados bajo la apariencia de eutanasia médica. La orden permitía que médicos asesinaran a pacientes institucionalizados, usando una variedad de métodos macabros y eficientes.
Los métodos usados incluían:
- Sobredosis de morfina o barbitúricos
- Hambre deliberada: se les proporcionaba solo agua y sopa aguada hasta que morían por desnutrición.
- Cámaras de gas disfrazadas de duchas: en centros como Hadamar, Grafeneck y Hartheim, los pacientes eran engañados para que entraran desnudos, bajo la falsa promesa de un baño terapéutico, y luego eran asesinados por asfixia.[3]

Este programa cobró la vida de miles de personas que no comprendían el destino que les esperaba, y muchos murieron desconociendo completamente las razones detrás de su sufrimiento.

## Eutanasia infantil
El régimen nazi también perpetró el asesinato de miles de niños con discapacidades. Médicos y parteras eran responsables de reportar a bebés con malformaciones, quienes luego eran enviados a "clínicas especiales", donde morían por inyecciones letales, negligencia alimentaria o abandono absoluto.
Entre los niños asesinados, algunos simplemente tenían dificultades del habla, una cojera o autismo leve. Sin embargo, la brutalidad del régimen no discriminó por la severidad de la discapacidad. Más de 5.000 niños fueron asesinados en condiciones extremadamente crueles: en incubadoras apagadas, en camas heladas o en salas sin comida, muchos sin comprender por qué sus padres no podían salvarlos.

## Ocultamiento y continuidad
Aunque el programa fue oficialmente suspendido en 1941 tras las protestas del obispo Clemens August von Galen, los asesinatos continuaron de forma encubierta hasta el final de la guerra en 1945. Las autoridades nazis optaron por métodos más discretos: la desnutrición deliberada, la negación de atención médica y la administración secreta de dosis fatales.
Los registros oficiales fueron falsificados, los certificados de defunción alterados para ocultar las causas reales de muerte, y las familias recibían cartas impersonales que informaban de la "muerte por causas naturales".

## Territorios ocupados
En los territorios ocupados por los nazis, como Polonia, Checoslovaquia y la Unión Soviética, las prácticas de exterminio fueron aún más brutales. Muchos pacientes fueron fusilados en masa o abandonados en edificios cerrados hasta morir por frío o hambre.

## Condiciones perseguidas
Las víctimas del régimen nazi incluían a personas con una gran variedad de discapacidades, tanto físicas como mentales, entre ellas:
- Discapacidad intelectual
- Síndrome de Down
- Epilepsia
- Autismo
- Parálisis cerebral
- Esquizofrenia
- Microcefalia y Macrocefalia
- Trastornos del lenguaje y mutismo
- Ceguera o Sordera hereditarias
- Discapacidad motriz
- Deformidades óseas o faciales
- Traumas cerebrales
- Trastornos afectivos como depresión mayor
- Alcoholismo crónico

Incluso aquellas personas que no tenían un diagnóstico médico formal, pero eran consideradas "improductivas" o "molestas", fueron víctimas del régimen, al igual que aquellos que simplemente no podían trabajar o eran pobres.

## Cifras estimadas
Se estima que más de 200.000 personas con discapacidad fueron asesinadas, y más de 400.000 fueron esterilizadas. Además, miles de víctimas también eran , gitanos, polacos, eslavos, africanos (Rheinlandbastarde), homosexuales y Testigos de Jehová.
Las cifras reales podrían ser mayores, ya que muchos documentos oficiales fueron destruidos por el régimen para ocultar la magnitud de los crímenes cometidos.

## Continuidades con el Holocausto
Aktion T4 fue el laboratorio de ensayo de la "solución final" que luego se implementaría en los campos de exterminio, como Auschwitz, Treblinka y Sobibor. Los médicos, los métodos y los sistemas burocráticos desarrollados para este programa fueron luego adaptados para los asesinatos en masa de millones de personas en los campos de concentración.

## Memoria
Tras la guerra, pocos responsables fueron procesados por sus crímenes. Muchos médicos involucrados en el programa Aktion T4 continuaron con sus carreras profesionales sin enfrentar consecuencias por sus actos.
En la actualidad, existen memoriales dedicados a las víctimas de esta persecución, como el Memorial de Tiergartenstraße 4 en Berlín, y se colocan Stolpersteine en honor a las víctimas en hospitales psiquiátricos. En 2011, Alemania reconoció oficialmente el asesinato de personas con discapacidad como parte del genocidio nazi, aunque muchas de las víctimas siguen sin ser identificadas.